# 韦谌 (唐朝)
韋諶，后改名名損。京兆萬年（今陝西西安）人。出自京兆韦氏南皮公房。
唐憲宗元和十四年（819年）己亥科狀元，主考官是中書舍人庾承宣。事蹟無考。